# Малехово (гмина)
Малехово (пол. Malechowo) — сельская гмина (волость) в Польше, входит как административная единица в Славенский повет, Западно-Поморское воеводство. Население — 6599 человек (на 2005 год).

## Соседние гмины
1. Гмина Дарлово
2. Гмина Славно
3. Повет-славеньски
4. Гмина Полянув
5. Гмина Сянув
6. Повет-кошалиньски